# Brandon Flynn
Brandon Paul Flynn (Miami, 11 de outubro de 1993) é um ator norte-americano. Conhecido por interpretar Justin Foley na série de drama adolescente original da Netflix 13 Reasons Why (2017), baseado no livro de romance Thirteen Reasons Why (2007), escrito por Jay Asher. Seu trabalho no cinema e na televisão inclui também as séries Manhunt (2024), Ratched (2020), True Detective (2019), e os filmes The Parenting (2025) e Hellraiser (2022).

## Início de vida
Flynn nasceu em 11 de outubro de 1993, em Miami, Flórida. Ele é filho de Debbie Flynn e tem duas irmãs, Danielle e Jaime Flynn.

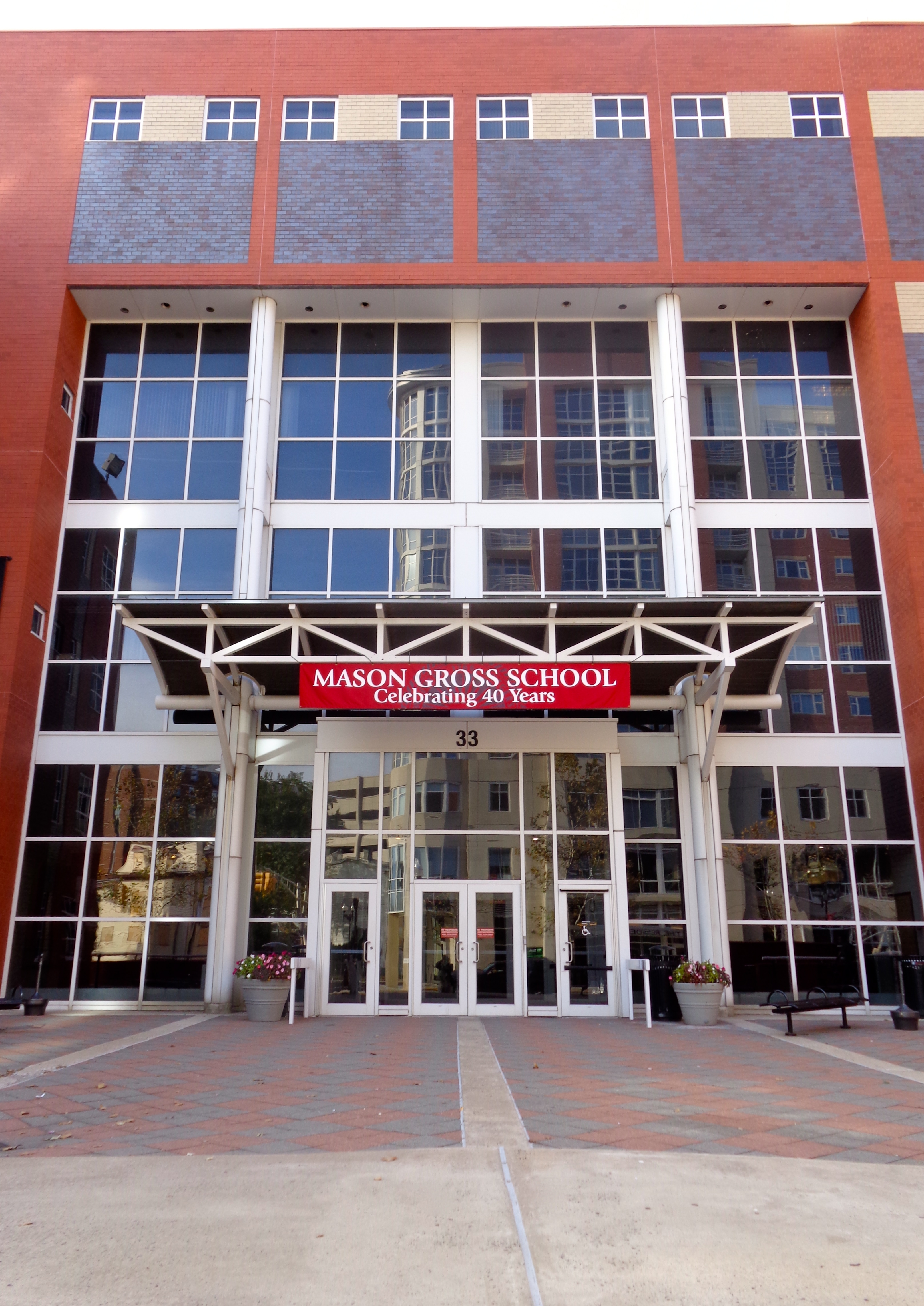
Mason Gross School of the Arts, escola de artes da Rutgers University onde Brandon Flynn se formou em Belas Artes.

Brandon continou em Miami, onde cursou o ensino médio na New World School of the Arts. Durante esse período, Brandon Flynn afirmou que sofria bullying frequente por agir de forma feminina, o que o levou a começar a tomar medicamentos prescritos, chegando a abusar deles. O primeiro papel de Flynn foi quando ele tinha dez anos, interpretando o Mr. Smee em uma versão do musical de Peter Pan. Antes de iniciar sua carreira como ator, ele trabalhou brevemente como garçom no restaurante Shorty's Barbecue, em Miami.
Ele se formou em Mason Gross School of the Arts na Universidade Rutgers, em Nova Jérsia em 2016, com um diploma de bacharel em Belas Artes. Estudou também, no Shakespeare Conservatory do Globe Theatre, em Londres.

## Vida pessoal
Flynn é abertamente gay. Em 17 de setembro de 2017, assumiu publicamente sua orientação sexual por meio de uma publicação em sua conta oficial no Instagram. Com sua atuação em 13 Reasons Why, tornou-se um dos primeiros atores abertamente gays a desempenhar um papel de destaque em uma série original da Netflix. Em 2018, recebeu o Queerty Award na categoria Closet Door Bustdown, que reconhece indivíduos que contribuíram significativamente para a visibilidade e representação LGBTQIAP+.
Entre setembro de 2017 e junho de 2018, teve um relacionamento com o cantor britânico Sam Smith, com quem encerrou o relacionamento após nove meses. Em outubro de 2024, casou-se com o dramaturgo canadense Jordan Tannahill.
Brandon é judeu e já mencionou publicamente sua herança judaica em entrevistas e redes sociais. Ele tem utilizado sua visibilidade para discutir temas relacionados à identidade, inclusão e diversidade, tanto no âmbito LGBTQ+ quanto em relação à sua origem étnico-religiosa.
O ator já comentou publicamente sobre questões de saúde mental, revelando que lidou com ansiedade e depressão durante o período de maior exposição com 13 Reasons Why. O ator enfatiza a importância da terapia e do autocuidado, temas que aborda com frequência em entrevistas e redes sociais.
O ator também é conhecido por seu ativismo social. Brandon manifestou-se contra a campanha australiana que tentou impedir o casamento entre pessoas do mesmo sexo, declarando publicamente seu apoio à igualdade de direitos. Participou ativamente de protestos do movimento Black Lives Matter em 2020, tendo expressado interesse em dialogar com famílias afetadas pela violência policial. Ele também defende maior representatividade LGBTQIA+ na indústria do entretenimento e acredita que personagens queer devem ser interpretados, sempre que possível, por atores da própria comunidade.
Ademais, o mesmo já participou de leituras dramáticas virtuais com fins beneficentes, colaborou com produções independentes e atuou como narrador de curtas e audiobooks voltados para o público LGBTQIA+. Em seu tempo livre, demonstra interesse por literatura clássica e dramaturgia americana, citando autores como Tennessee Williams e Arthur Miller como influências criativas.

## Carreira

### Cinema e Televisão
Flynn fez sua primeira atuação televisiva na série BrainDead (2016), seguido por um papel na produção off-Broadway Kid Victory no Vineyard Theatre. Em fevereiro de 2018, ele integrou o elenco da terceira temporada de True Detective, interpretando Ryan Peters em um papel recorrente. Antes desses papéis, no cinema, participou de produções independentes, como Sirens, no papel de um diretor, e Lost and Gone Forever, interpretando o personagem Sid.

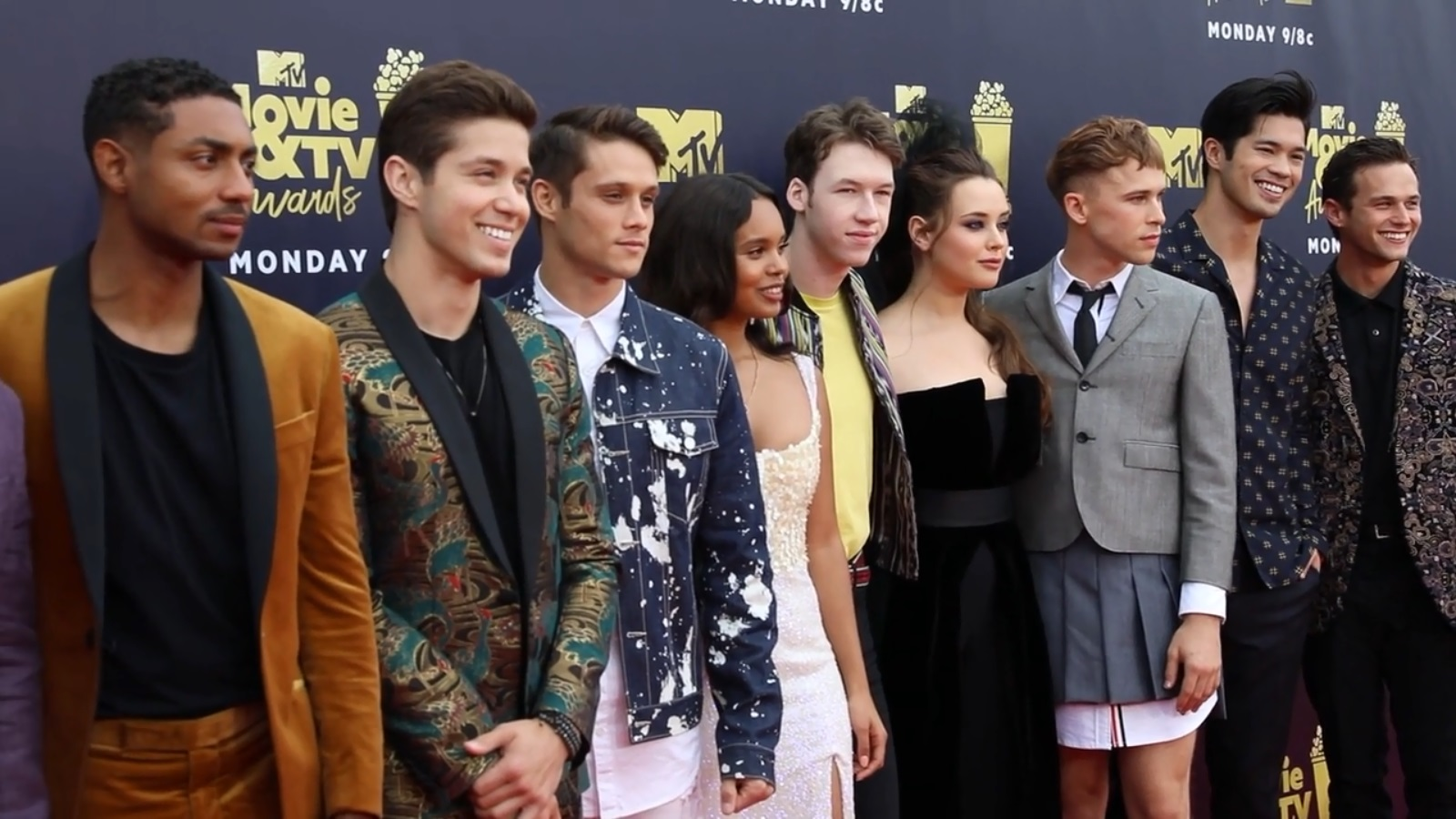
Elenco de 13 Reasons Why no MTV Movie & TV Awards 2018; Brandon Flynn aparece à direita.

O ator se tornou mundialmente conhecido por seu personagem Justin Foley na série original Netflix 13 Reasons Why (2017). Foley, um dos protagonistas das quatro temporadas, é um personagem intenso e multifacetado. Começa como um atleta popular marcado por traumas familiares e, ao longo da série, mergulha em uma jornada de queda e reconstrução, enfrentando a falta de moradia, o vício e o trabalho sexual. Sua trajetória, embora dolorosa, o transforma em uma figura surpreendentemente redentora.
Em 2020, Flynn fez sua estreia em longas-metragens na comédia independente de humor ácido Looks That Kill, interpretando um estudante do ensino médio cuja aparência provoca a morte de quem o observa. No mesmo ano, teve um papel recorrente como Henry Osgood na série Ratched, interpretando um personagem tetraplégico e de comportamento sádico, que vive recluso com sua mãe, Lenore Osgood. Posteriormente, participou de outras produções televisivas e cinematográficas, como Manhunt (2024) e The Parenting (2025).

### Teatro
Brandon fez sua estreia no teatro nova-iorquino em 2017, interpretando Luke na produção off-Broadway do musical Kid Victory, de John Kander e Greg Pierce, no Vineyard Theatre. Em 2025, retornou aos palcos para interpretar uma versão jovem de Marlon Brando na estreia off-Broadway da peça Kowalski, escrita por Gregg Ostrin, no Duke on 42nd Street. Flynn também atuou em mais de dez peças teatrais, incluindo Muito Barulho por Nada e As Bruxas de Salem.

### Outros
Brandon Flynn já atuou em diversos comerciais, incluindo um no qual interpretou um repórter da CWW na campanha "FL Kidcare Health". Em 2018, participou do videoclipe da canção Lockjaw, da banda Cook Thugless, ao lado da atriz Shyrley Rodriguez.
Flynn foi destaque em várias campanhas publicitárias da Calvin Klein, entre elas a campanha do Orgulho de 2023, a campanha de feriados de 2023 e a coleção de moda masculina para a primavera de 2024.
Ele já foi destaque em diversas publicações de moda e cultura. Em 2018, participou de uma entrevista para a HERO Magazine, conduzida por sua colega de elenco Alisha Boe, na qual falou sobre sua carreira e experiências em 13 Reasons Why. Em 2022, apareceu na Cultured Magazine, discutindo projetos recentes e aspectos de sua vida pessoal. Também foi capa da Vogue Man Hong Kong, onde abordou temas como amadurecimento e processo criativo. Em 2023, foi entrevistado pela Cero Magazine, falando sobre sua atuação em The Parenting e sua estreia teatral em Kowalski. No mesmo ano, foi perfilado pela Vogue Philippines, onde comentou sobre sua inspiração em ícones do cinema dos anos 1950. Flynn também integrou um editorial de moda da GQ Magazine no portfólio “Summer Short Shorts”.
Em março de 2025, Flynn foi fotografado para a edição da Vogue Man Philippines. O editorial, intitulado Brandon Flynn Is Ready to Take the Lead, foi produzido por Damian Foxe, com styling de Elad Bitton. Na entrevista, Flynn falou sobre sua trajetória artística, incluindo seu papel como uma versão jovem de Marlon Brando na peça Kowalski.

## Filmografia

### Cinema
| Ano  | Título          | Papel          | Notas          |
| ---- | --------------- | -------------- | -------------- |
| 2017 | Home Movies     | Flynn          | Curta-metragem |
| 2018 | Binge           | Johnny         | Curta-metragem |
| 2020 | Looks That Kill | Max            |                |
| 2022 | NOiSE           | Jason          |                |
| 2022 | Hellraiser      | Matt           |                |
| 2023 | The Senior      | Micah Flynt    |                |
| 2023 | La Ricchezza!   | Miguel         | Curta-metragem |
| 2024 | Who Am I?       | Sexuality      |                |
| 2025 | The F*toys      | James Francone |                |
| 2025 | The Parenting   | Josh           |                |

### Televisão
| Ano  | Título         | Papel             | Notas                                                                                          |
| ---- | -------------- | ----------------- | ---------------------------------------------------------------------------------------------- |
| 2016 | BraindDead     | Mike              | Episódio: "The Power of Euphemism: How Torture Became a Matter of Debate in American Politics" |
| 2017 | 13 Reasons Why | Justin Foley      | 49 episódios                                                                                   |
| 2019 | True Detective | Ryan Peters       | 3 episódios                                                                                    |
| 2020 | Ratched        | Henry Osgood      | 4 episódios                                                                                    |
| 2024 | Manhunt        | Eddie Stanton Jr. |                                                                                                |

### Teatro
| Ano  | Título      | Papel         |
| ---- | ----------- | ------------- |
| 2017 | Kid Victory | Luke          |
| 2025 | Kowalski    | Marlon Brando |

### Leitura Cênica
| Ano  | Título              | Papel             |
| ---- | ------------------- | ----------------- |
| 2020 | Acting for a Cause  | Ophelia, Mercutio |
| 2022 | Julius Caesar Live! | Brutus            |

### Programas de TV/Documentário
| Ano  | Título                       | Papel     |
| ---- | ---------------------------- | --------- |
| 2017 | Tentando Entender os Porquês | Ele mesmo |
| 2021 | Recipe for Change            | Ele mesmo |

### Videoclipe
| Ano  | Título  | Autores                       |
| ---- | ------- | ----------------------------- |
| 2018 | Lockjaw | Cook Thugless (feat. Shyrley) |

### Dublagem
| Ano  | Título           | Papel   | Notas                  |
| ---- | ---------------- | ------- | ---------------------- |
| 2023 | Girls Like Girls | Trenton | Curta-metragem animado |